# Mikael Nilsson (1968)
Jan Mikael Nilsson (* 28. září 1968, Falköping) je bývalý švédský fotbalista, jenž nastupoval především na postu obránce. Se švédskou reprezentací získal bronzovou medaili na mistrovství Evropy roku 1992 (odehrál 4 zápasy) i na mistrovství světa v roce 1994 (7 zápasů). Za národní tým nastupoval v letech 1991–1996 a odehrál v něm 22 utkání. Čtrnáctkrát nastoupil též za jednadvacítku. S IFK Göteborg se stal šestkrát mistrem Švédska (1990, 1991, 1993, 1994, 1995, 1996) a připsal si s ním i vítězství v Poháru UEFA v sezóně 1986/87. Strávil v tomto klubu prakticky celou kariéru (1987–2001) a 609 utkání, jež odehrál v jeho dresu, je klubovým rekordem. Stejně tak drží klubový rekord v počtu zápasů v Lize mistrů (44).